# Eilema griseoflava
Eilema griseoflava là một loài bướm đêm thuộc phân họ Arctiinae, họ Erebidae.